# Ocaña (Almería)
Ocaña es una localidad y pedanía española perteneciente al municipio de Las Tres Villas, en la provincia de Almería, comunidad autónoma de Andalucía, y parte de la comarca de Los Filabres-Tabernas. Muy próxima a la AL-5405, que la une con la A-92 y a unos siete kilómetros de la cabecera municipal, siendo sus coordenadas geográficas 37º 10' 38" N y 2º 44' 8" O. Tiene 148 habitantes (INE, año 2022).

## Historia
Antes de su fusión con Doña María y Escúllar, el Real Decreto de 27 de junio de 1915 forzó el cambio de denominación para evitar la confusión con Ocaña en Toledo, pasando a llamarse Ocaña de Alboloduy.

## Demografía
| Gráfica de evolución demográfica de Ocaña entre 1842 y 1920 |
| |
| Población de derecho según los censos de población del INE. Población de hecho según los censos de población del INE.En este censo se denominaba Ocaña de Albolodúy: 1920. Entre el censo de 1930 y el anterior, este municipio desaparece porque se agrupa en el municipio 04040 (Doña María Ocaña). |

| Gráfica de evolución demográfica de Ocaña entre 2000 y 2022 |
|                                                             |
| Datos según el nomenclátor publicado por el INE.            |